# Kaitlyn Dever

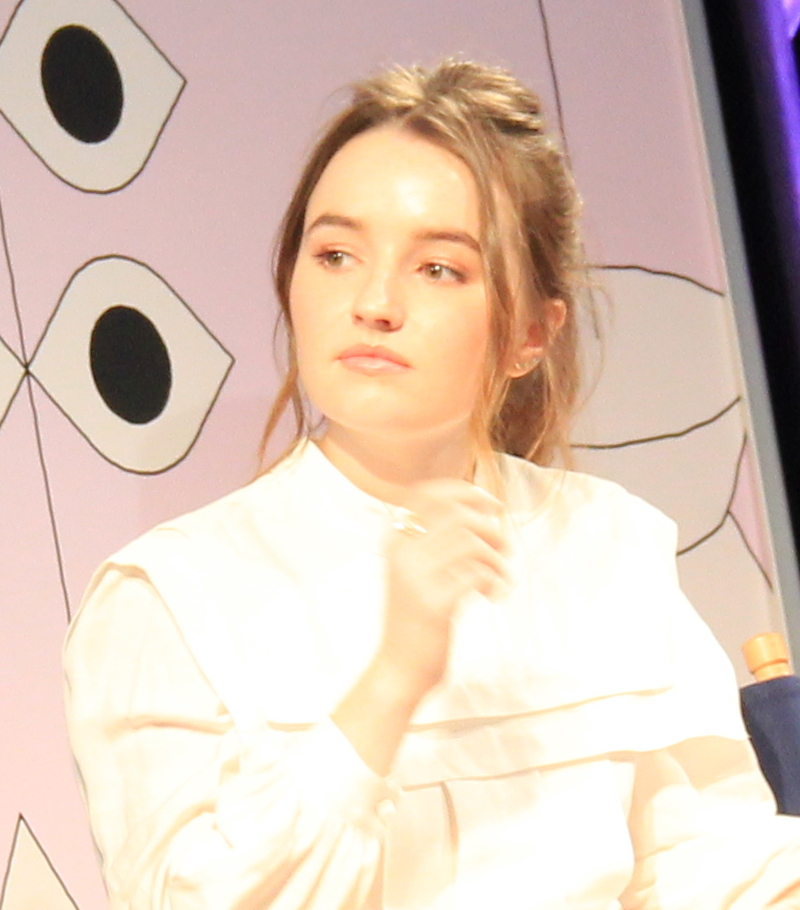
Dever na festiwalu SXSW (2019)

Kaitlyn Dever (ur. 21 grudnia 1996 w Phoenix) – amerykańska aktorka, nominowana do Złotych Globów za role w serialach Niewiarygodne i Lekomania.

## Filmografia
Źródła: IMDb i Filmweb

### Filmy
| Rok  | Film                    | Rola             | Uwagi |
| ---- | ----------------------- | ---------------- | ----- |
| 2009 | Amerykańska dziewczynka | Gwen Thompson    |       |
| 2011 | J. Edgar                | córka Palmera    |       |
| 2011 | Cinema Verite           | Michelle Loud    |       |
| 2011 | Zła kobieta             | Sasha Abernathy  |       |
| 2013 | Przechowalnia numer 12  | Jayden           |       |
| 2013 | Cudowne tu i teraz      | Krystal          |       |
| 2014 | Uwiązani                | Brandy Beltmeyer |       |
| 2014 | Życie nie gryzie        | Misty            |       |
| 2017 | We Don't Belong Here    | Lily Green       |       |
| 2017 | Plamy z trawy           | Grace Turner     |       |
| 2017 | Detroit                 | Karen            |       |
| 2017 | Outside In              | Hildy            |       |
| 2018 | Pewny kandydat          | Andrea Hart      |       |
| 2018 | Mój piękny syn          | Lauren           |       |
| 2019 | Wężowe wzgórza          | Dilly            |       |
| 2019 | Szkoła melanżu          | Amy              |       |
| 2021 | Drogi Evanie Hansenie   | Zoe Murphy       |       |
| 2022 | Bilet do raju           | Lily             |       |
| 2022 | Rosaline                | Rosaline         |       |
| 2023 | Pierwszy gol            | Nicole           |       |
| 2023 | Nie ocali cię nikt      | Brynn            |       |
| 2023 | W żałobie w drogę       | Lily Kayne       |       |

### Seriale
| Lata      | Serial                         | Rola             | Uwagi              |
| --------- | ------------------------------ | ---------------- | ------------------ |
| 2009      | Za wszelką cenę                | Adorable Girl    | 1 odcinek          |
| 2009      | Współczesna rodzina            | Bianca           | 1 odcinek          |
| 2010      | Prywatna praktyka              | Paige            | 1 odcinek          |
| 2010      | Melanż z muchą                 | Escapade Dunfree | 1 odcinek          |
| 2011      | Mentalista                     | Trina DeGeorge   | 1 odcinek          |
| 2011      | Pohamuj entuzjazm              | Kyra O'Donnell   | 1 odcinek          |
| 2011–2015 | Justified: Bez przebaczenia    | Loretta McCready | 17 odcinków        |
| 2011-2021 | Ostatni prawdziwy mężczyzna    | Eve Baxter       | stała obsada       |
| 2019      | Niewiarygodne                  | Marie            | stała obsada       |
| 2020      | Home Movie: The Princess Bride | Westley          | 1 odc.             |
| 2020      | Coastal Elites                 | Sharynn Tarrows  | film TV            |
| 2020      | Monsterland                    | Toni / Jennifer  | 3 odc.             |
| 2021      | The Premise                    | Abbi Miller      | 1 odc.             |
| 2021      | Lekomania                      | Betsy Mallum     | miniserial, 8 odc. |
| 2025      | Ocet jabłkowy                  | Belle Gibson     | miniserial, 6 odc. |
| 2025      | The Last of Us                 | Abby Anderson    | 2 seria            |

## Nominacje
Źródło: IMDb.
| Rok  | Rodzaj nagrody                      | Kategoria                                                            | Dzieło                      |
| ---- | ----------------------------------- | -------------------------------------------------------------------- | --------------------------- |
| 2011 | Young Artist Award                  | Best Performance in a TV Series - Guest Starring Young Actress 11-15 | Prywatna praktyka           |
| 2012 | Young Artist Award                  | Best Performance in a TV Series - Recurring Young Actress            | Justified: Bez przebaczenia |
| 2012 | Young Artist Award                  | Best Performance in a TV Series - Supporting Young Actress           | Ostatni prawdziwy mężczyzna |
| 2012 | Young Artist Award                  | Best Performance in a Feature Film - Supporting Young Actress        | Zła kobieta                 |
| 2013 | Phoenix Film Critics Society Awards | Best Performance by a Youth in a Lead or Supporting Role - Female    | Przechowalnia numer 12      |
| 2017 | Behind the Voice Actors Awards      | Best Vocal Ensemble in a Video Game                                  | Uncharted 4: Kres złodzieja |
| 2020 | Złote Globy                         | Najlepsza aktorka w miniserialu lub filmie telewizyjnym              | Niewiarygodne               |
| 2020 | BAFTA Awards                        | EE Rising Star Award                                                 |                             |